# General Aircraft GAL 48 Hotspur
Dimensions
Le General Aircraft GAL 48 Hotspur est un planeur militaire utilisé par le Royaume-Uni pendant la Seconde Guerre mondiale pour l'entraînement de ses troupes. Quand les troupes aéroportées anglaises furent formées en 1940 sur l'ordre du Premier Ministre Winston Churchill, il fut décidé que des planeurs seraient utilisés afin d'amener cette nouvelle unité au combat. General Aircraft Limited reçut un contrat du Ministère de l'air en juin 1940 afin de concevoir et de produire un premier planeur pour la fondation des troupes aéroportées, il en résulta le Hotspur.

## Variantes

### Hotspur Mk I
Prototype, 18 avions construits.

### Hotspur Mk II
Produit en série, envergure réduite, nouveaux ailerons, nouveaux aménagements pour les passagers, verrière plus profonde, portes latérales, parachute de freinage, fuselage renforcé.

### Hotspur Mk III
Produit en série, commande en double, nouvel empennage.

### Twin Hotspur
Deux fuselages de Hotspur standard reliés ensemble par leurs ailes et par un empannage commun. Un seul prototype a été construit et cette version n'a jamais été produite en série.

## Autres caractéristiques
- Pour atterrir, la vitesse d'atterrissage optimale est de 90 km/h.
- En étant lâché à 6 100 m d'altitude, il peut franchir 134 km.

### Avions comparables
- Waco CG-4
- GAL 49 Hamilcar
- Airspeed Horsa
- Slingsby Hengist